# Championnat du monde junior de rugby à XV 2016
Navigation
Championnat du monde junior 2015 Championnat du monde junior 2017
Le championnat du monde junior de rugby à XV 2016, neuvième édition du championnat du monde junior de rugby à XV, a lieu en juin 2016 à Manchester et à Eccles, au Royaume-Uni. Le tenant du titre est la Nouvelle Zélande.

## Équipes participantes et groupes
La composition des poules est dévoilée par World Rugby le 4 octobre 2015.
| Groupe A             | Groupe B       | Groupe C           |
| -------------------- | -------------- | ------------------ |
| Nouvelle-Zélande -20 | Angleterre -20 | Afrique du Sud -20 |
| Pays de Galles -20   | Australie -20  | France -20         |
| Irlande -20          | Écosse -20     | Argentine -20      |
| Géorgie -20          | Italie -20     | Japon -20          |

## Stades
| Ville      | Stade           | Capacité      |
| ---------- | --------------- | ------------- |
| Manchester | Academy Stadium | 7 000 places  |
| Eccles     | AJ Bell Stadium | 12 000 places |

## Arbitres
- Andrew Brace
- Thomas Charabas
- Graham Cooper
- Craig Evans
- Cwengile Jadezweni
- Craig Maxwell-Keys
- Elia Rizzo
- Juan Sylvestre
- Paul Williams

## Résultats

### Phase de groupe

#### Groupe A
| Rang | Pays                 | J | V | N | D | Bo | Bd | Pm | Pe  | Diff | Pts |
| ---- | -------------------- | - | - | - | - | -- | -- | -- | --- | ---- | --- |
| 1    | Irlande -20          | 3 | 3 | 0 | 0 | 1  | 0  | 94 | 56  | +38  | 13  |
| 2    | Nouvelle-Zélande -20 | 3 | 2 | 0 | 1 | 2  | 0  | 97 | 50  | +47  | 10  |
| 3    | Pays de Galles -20   | 3 | 1 | 0 | 2 | 1  | 2  | 52 | 53  | -1   | 7   |
| 4    | Géorgie -20          | 3 | 0 | 0 | 3 | 0  | 1  | 16 | 100 | -84  | 1   |

|  | Qualifié pour les demi-finales       |
|  | Qualifié pour le classement de 5 à 8 |

| 7 juin 2016 | Pays de Galles -20 | 25 - 26 | Irlande -20 | Academy Stadium, Manchester |
| 7 juin 2016 |                    |         |             | Academy Stadium, Manchester |
| 7 juin 2016 |                    |         |             | Academy Stadium, Manchester |

| 7 juin 2016 | Nouvelle-Zélande -20 | 55 - 0 | Géorgie -20 | AJ Bell Stadium, Eccles |
| 7 juin 2016 |                      |        |             | AJ Bell Stadium, Eccles |
| 7 juin 2016 |                      |        |             | AJ Bell Stadium, Eccles |

| 11 juin 2016 | Nouvelle-Zélande -20 | 24 - 33 | Irlande -20 | Academy Stadium, Manchester |
| 11 juin 2016 |                      |         |             | Academy Stadium, Manchester |
| 11 juin 2016 |                      |         |             | Academy Stadium, Manchester |

| 11 juin 2016 | Pays de Galles -20 | 10 - 9 | Géorgie -20 | Academy Stadium, Manchester |
| 11 juin 2016 |                    |        |             | Academy Stadium, Manchester |
| 11 juin 2016 |                    |        |             | Academy Stadium, Manchester |

| 15 juin 2016 | Irlande -20 | 35 - 7 | Géorgie -20 | Academy Stadium, Manchester |
| 15 juin 2016 |             |        |             | Academy Stadium, Manchester |
| 15 juin 2016 |             |        |             | Academy Stadium, Manchester |

| 15 juin 2016 | Nouvelle-Zélande -20 | 18 - 17 | Pays de Galles -20 | AJ Bell Stadium, Eccles |
| 15 juin 2016 |                      |         |                    | AJ Bell Stadium, Eccles |
| 15 juin 2016 |                      |         |                    | AJ Bell Stadium, Eccles |

#### Groupe B
| Rang | Pays           | J | V | N | D | Bo | Bd | Pm  | Pe  | Diff | Pts |
| ---- | -------------- | - | - | - | - | -- | -- | --- | --- | ---- | --- |
| 1    | Angleterre -20 | 3 | 3 | 0 | 0 | 2  | 0  | 109 | 23  | +86  | 14  |
| 2    | Écosse -20     | 3 | 2 | 0 | 1 | 1  | 0  | 42  | 73  | -31  | 9   |
| 3    | Australie -20  | 3 | 1 | 0 | 2 | 1  | 2  | 61  | 42  | +19  | 7   |
| 4    | Italie -20     | 3 | 0 | 0 | 3 | 0  | 0  | 39  | 113 | -74  | 0   |

|  | Qualifié pour les demi-finales        |
|  | Qualifiés pour le classement de 5 à 8 |

| 7 juin 2016 | Australie -20 | 10 - 15 | Écosse -20 | AJ Bell Stadium, Eccles |
| 7 juin 2016 |               |         |            | AJ Bell Stadium, Eccles |
| 7 juin 2016 |               |         |            | AJ Bell Stadium, Eccles |

| 7 juin 2016 | Angleterre -20 | 48 - 10 | Italie -20 | Academy Stadium, Manchester |
| 7 juin 2016 |                |         |            | Academy Stadium, Manchester |
| 7 juin 2016 |                |         |            | Academy Stadium, Manchester |

| 11 juin 2016 | Australie -20 | 38 - 10 | Italie -20 | AJ Bell Stadium, Eccles |
| 11 juin 2016 |               |         |            | AJ Bell Stadium, Eccles |
| 11 juin 2016 |               |         |            | AJ Bell Stadium, Eccles |

| 11 juin 2016 | Angleterre -20 | 44 - 0 | Écosse -20 | Academy Stadium, Manchester |
| 11 juin 2016 |                |        |            | Academy Stadium, Manchester |
| 11 juin 2016 |                |        |            | Academy Stadium, Manchester |

| 15 juin 2016 | Écosse -20 | 27 - 19 | Italie -20 | Academy Stadium, Manchester |
| 15 juin 2016 |            |         |            | Academy Stadium, Manchester |
| 15 juin 2016 |            |         |            | Academy Stadium, Manchester |

| 15 juin 2016 | Angleterre -20 | 17 - 13 | Australie -20 | AJ Bell Stadium, Eccles |
| 15 juin 2016 |                |         |               | AJ Bell Stadium, Eccles |
| 15 juin 2016 |                |         |               | AJ Bell Stadium, Eccles |

#### Groupe C
| Rang | Pays               | J | V | N | D | Bo | Bd | Pm  | Pe  | Diff | Pts |
| ---- | ------------------ | - | - | - | - | -- | -- | --- | --- | ---- | --- |
| 1    | Argentine -20      | 3 | 3 | 0 | 0 | 1  | 0  | 82  | 48  | +34  | 13  |
| 2    | Afrique du Sud -20 | 3 | 2 | 0 | 1 | 2  | 1  | 112 | 69  | +43  | 11  |
| 3    | France -20         | 3 | 1 | 0 | 2 | 2  | 0  | 92  | 78  | +14  | 6   |
| 4    | Japon -20          | 3 | 0 | 0 | 3 | 0  | 0  | 53  | 144 | -91  | 0   |

|  | Qualifiés pour les demi-finales      |
|  | Qualifié pour le classement de 5 à 8 |

| 7 juin 2016 | France -20 | 15 - 24 | Argentine -20 | AJ Bell Stadium, Eccles |
| 7 juin 2016 |            |         |               | AJ Bell Stadium, Eccles |
| 7 juin 2016 |            |         |               | AJ Bell Stadium, Eccles |

| 7 juin 2016 | Afrique du Sud -20 | 59 - 19 | Japon -20 | Academy Stadium, Manchester |
| 7 juin 2016 |                    |         |           | Academy Stadium, Manchester |
| 7 juin 2016 |                    |         |           | Academy Stadium, Manchester |

| 11 juin 2016 | France -20 | 46 - 14 | Japon -20 | AJ Bell Stadium, Eccles |
| 11 juin 2016 |            |         |           | AJ Bell Stadium, Eccles |
| 11 juin 2016 |            |         |           | AJ Bell Stadium, Eccles |

| 11 juin 2016 | Afrique du Sud -20 | 13 - 19 | Argentine -20 | AJ Bell Stadium, Eccles |
| 11 juin 2016 |                    |         |               | AJ Bell Stadium, Eccles |
| 11 juin 2016 |                    |         |               | AJ Bell Stadium, Eccles |

| 15 juin 2016 | Argentine -20 | 39 - 20 | Japon -20 | AJ Bell Stadium, Eccles |
| 15 juin 2016 |               |         |           | AJ Bell Stadium, Eccles |
| 15 juin 2016 |               |         |           | AJ Bell Stadium, Eccles |

| 15 juin 2016 | Afrique du Sud -20 | 40 - 31 | France -20 | Academy Stadium, Manchester |
| 15 juin 2016 |                    |         |            | Academy Stadium, Manchester |
| 15 juin 2016 |                    |         |            | Academy Stadium, Manchester |

### Tableau final

#### Classement 9 à 12
|  | Tour de classement                             | Tour de classement                         |               |    | Neuvième place                                 | Neuvième place                                 |
|  | Tour de classement                             | Tour de classement                         |               |    | Neuvième place                                 | Neuvième place                                 |
|  |                                                |                                            |               |    |                                                |                                                |
|  | le 20 juin 2016 au AJ Bell Stadium, Eccles     | le 20 juin 2016 au AJ Bell Stadium, Eccles |               |    | le 25 juin 2016 au Academy Stadium, Manchester | le 25 juin 2016 au Academy Stadium, Manchester |
|  | le 20 juin 2016 au AJ Bell Stadium, Eccles     | le 20 juin 2016 au AJ Bell Stadium, Eccles |               |    | le 25 juin 2016 au Academy Stadium, Manchester | le 25 juin 2016 au Academy Stadium, Manchester |
|  | Géorgie -20                                    | 18                                         |               |    | le 25 juin 2016 au Academy Stadium, Manchester | le 25 juin 2016 au Academy Stadium, Manchester |
|  | Géorgie -20                                    | 18                                         |               |    | le 25 juin 2016 au Academy Stadium, Manchester | le 25 juin 2016 au Academy Stadium, Manchester |
|  | Italie -20                                     | 17                                         |               |    | le 25 juin 2016 au Academy Stadium, Manchester | le 25 juin 2016 au Academy Stadium, Manchester |
|  | Italie -20                                     | 17                                         | Géorgie -20   | 24 |                                                |                                                |
|  | le 20 juin 2016 au AJ Bell Stadium, Eccles     |                                            | Géorgie -20   | 24 |                                                |                                                |
|  |                                                | France -20                                 | 27            |    |                                                |                                                |
|  | France -20                                     | France -20                                 | 27            | 41 |                                                |                                                |
|  | France -20                                     |                                            |               | 41 |                                                |                                                |
|  | Japon -20                                      | 27                                         |               |    |                                                |                                                |
|  | Japon -20                                      | 27                                         | Onzième place |    |                                                |                                                |
|  |                                                |                                            |               |    |                                                |                                                |
|  | le 25 juin 2016 au Academy Stadium, Manchester |                                            |               |    |                                                |                                                |
|  |                                                |                                            |               |    |                                                |                                                |
|  | Italie -20                                     | 41                                         |               |    |                                                |                                                |
|  | Italie -20                                     | 41                                         |               |    |                                                |                                                |
|  | Japon -20                                      | 17                                         |               |    |                                                |                                                |
|  | Japon -20                                      | 17                                         |               |    |                                                |                                                |

#### Classement 5 à 8
|  | Tour de classement                             | Tour de classement                             |                      |    | Cinquième place                            | Cinquième place                            |
|  | Tour de classement                             | Tour de classement                             |                      |    | Cinquième place                            | Cinquième place                            |
|  |                                                |                                                |                      |    |                                            |                                            |
|  | le 20 juin 2016 au Academy Stadium, Manchester | le 20 juin 2016 au Academy Stadium, Manchester |                      |    | le 25 juin 2016 au AJ Bell Stadium, Eccles | le 25 juin 2016 au AJ Bell Stadium, Eccles |
|  | le 20 juin 2016 au Academy Stadium, Manchester | le 20 juin 2016 au Academy Stadium, Manchester |                      |    | le 25 juin 2016 au AJ Bell Stadium, Eccles | le 25 juin 2016 au AJ Bell Stadium, Eccles |
|  | Nouvelle-Zélande -20                           | 71                                             |                      |    | le 25 juin 2016 au AJ Bell Stadium, Eccles | le 25 juin 2016 au AJ Bell Stadium, Eccles |
|  | Nouvelle-Zélande -20                           | 71                                             |                      |    | le 25 juin 2016 au AJ Bell Stadium, Eccles | le 25 juin 2016 au AJ Bell Stadium, Eccles |
|  | Pays de Galles -20                             | 12                                             |                      |    | le 25 juin 2016 au AJ Bell Stadium, Eccles | le 25 juin 2016 au AJ Bell Stadium, Eccles |
|  | Pays de Galles -20                             | 12                                             | Nouvelle-Zélande -20 | 55 |                                            |                                            |
|  | le 20 juin 2016 au AJ Bell Stadium, Eccles     |                                                | Nouvelle-Zélande -20 | 55 |                                            |                                            |
|  |                                                | Australie -20                                  | 24                   |    |                                            |                                            |
|  | Écosse -20                                     | Australie -20                                  | 24                   | 19 |                                            |                                            |
|  | Écosse -20                                     |                                                |                      | 19 |                                            |                                            |
|  | Australie -20                                  | 35                                             |                      |    |                                            |                                            |
|  | Australie -20                                  | 35                                             | Septième place       |    |                                            |                                            |
|  |                                                |                                                |                      |    |                                            |                                            |
|  | le 25 juin 2016 au Academy Stadium, Manchester |                                                |                      |    |                                            |                                            |
|  |                                                |                                                |                      |    |                                            |                                            |
|  | Pays de Galles -20                             | 42                                             |                      |    |                                            |                                            |
|  | Pays de Galles -20                             | 42                                             |                      |    |                                            |                                            |
|  | Écosse -20                                     | 19                                             |                      |    |                                            |                                            |
|  | Écosse -20                                     | 19                                             |                      |    |                                            |                                            |

#### Classement 1 à 4
|  | Demi-finales                                   | Demi-finales                                   |                        |    | Finale                                     | Finale                                     |
|  | Demi-finales                                   | Demi-finales                                   |                        |    | Finale                                     | Finale                                     |
|  |                                                |                                                |                        |    |                                            |                                            |
|  | le 20 juin 2016 au Academy Stadium, Manchester | le 20 juin 2016 au Academy Stadium, Manchester |                        |    | le 25 juin 2016 au AJ Bell Stadium, Eccles | le 25 juin 2016 au AJ Bell Stadium, Eccles |
|  | le 20 juin 2016 au Academy Stadium, Manchester | le 20 juin 2016 au Academy Stadium, Manchester |                        |    | le 25 juin 2016 au AJ Bell Stadium, Eccles | le 25 juin 2016 au AJ Bell Stadium, Eccles |
|  | Irlande -20                                    | 37                                             |                        |    | le 25 juin 2016 au AJ Bell Stadium, Eccles | le 25 juin 2016 au AJ Bell Stadium, Eccles |
|  | Irlande -20                                    | 37                                             |                        |    | le 25 juin 2016 au AJ Bell Stadium, Eccles | le 25 juin 2016 au AJ Bell Stadium, Eccles |
|  | Argentine -20                                  | 7                                              |                        |    | le 25 juin 2016 au AJ Bell Stadium, Eccles | le 25 juin 2016 au AJ Bell Stadium, Eccles |
|  | Argentine -20                                  | 7                                              | Irlande -20            | 21 |                                            |                                            |
|  | le 20 juin 2016 au Academy Stadium, Manchester |                                                | Irlande -20            | 21 |                                            |                                            |
|  |                                                | Angleterre -20                                 | 45                     |    |                                            |                                            |
|  | Angleterre -20                                 | Angleterre -20                                 | 45                     | 39 |                                            |                                            |
|  | Angleterre -20                                 |                                                |                        | 39 |                                            |                                            |
|  | Afrique du Sud -20                             | 17                                             |                        |    |                                            |                                            |
|  | Afrique du Sud -20                             | 17                                             | Match pour la 3e place |    |                                            |                                            |
|  |                                                |                                                |                        |    |                                            |                                            |
|  | le 25 juin 2016 au AJ Bell Stadium, Eccles     |                                                |                        |    |                                            |                                            |
|  |                                                |                                                |                        |    |                                            |                                            |
|  | Argentine -20                                  | 49                                             |                        |    |                                            |                                            |
|  | Argentine -20                                  | 49                                             |                        |    |                                            |                                            |
|  | Afrique du Sud -20                             | 19                                             |                        |    |                                            |                                            |
|  | Afrique du Sud -20                             | 19                                             |                        |    |                                            |                                            |

#### Classement final
| Rang | Équipe               |
| ---- | -------------------- |
| 1    | Angleterre -20       |
| 2    | Irlande -20          |
| 3    | Argentine -20        |
| 4    | Afrique du Sud -20   |
| 5    | Nouvelle-Zélande -20 |
| 6    | Australie -20        |
| 7    | Pays de Galles -20   |
| 8    | Écosse -20           |
| 9    | France -20           |
| 10   | Géorgie -20          |
| 11   | Italie -20           |
| 12   | Japon -20            |

|  | Relégué en Trophée mondial de rugby à XV des moins de 20 ans |